# Mikroregion Smiřicko
Mikroregion Smiřicko je svazek obcí (dle § 49 zákona č.128/2000 Sb. o obcích) v okresu Hradec Králové a okresu Náchod, jeho sídlem je Smiřice a jeho cílem je spolupráce v oblasti ekonomického rozvoje, rozvoje venkova, kvality života, ochrany životního prostředí, včetně orientace na alternativní energetické zdroje v objektech majetku obcí, efektivní spolupráce obcí, státní i soukromé sféry, zájmových sdružení a občanů, spolupráce při územním plánování, rozvoj cestovního ruchu, propagace mikroregionu a vytváření příznivých vnitřních a vnějších vztahů schválených orgány svazku obcí, řešení společných zájmů v oblasti dopravy, komunikací a spojů, inženýrských sítí, společné úkoly v řešení a zajištění dopravní obslužnosti území mikroregionu, řešení společných problémů bezpečnosti občanů majetku, úkoly v oblasti školství, sociální péče, zdravotnictví, kultury, požární ochrany a péče o zvířata, úkoly v oblasti správy majetku obcí včetně společného majetku, zejména místních komunikací, lesů, domovního a bytového fondu, sportovních, kulturních zařízení a dalších zařízení spravovaných obcemi, zabezpečování čistoty obcí, správy veřejné zeleně a veřejného osvětlení, shromažďování a odvoz komunálních odpadů a jejich nezávadného zpracování, využití a zneškodňování, realizace investic ve výše uvedených oblastech, další činnosti. Sdružuje celkem 7 obcí a byl založen v roce 2005.

## Obce sdružené v mikroregionu
- Černožice
- Holohlavy
- Nový Ples
- Rasošky
- Skalice
- Smiřice
- Vlkov